# Kujiratori
Kujiratori (くじらとり?, Kujiratori, lett. "La cattura della balena") è un cortometraggio d'animazione giapponese del 2001, scritto e diretto da Hayao Miyazaki.
Il cortometraggio è un'esclusiva del Museo Ghibli, dove viene proiettato giornalmente. Non esiste nessuna versione home video finora.

## Trama
Il cortometraggio narra la storia di alcuni bambini che, mentre sono a scuola, giocano a costruire una barca. Magicamente, la fantasia si sostituisce alla realtà, trasportandoli in mare aperto, dove divengono cacciatori di balene. Ed ecco che arriva una grande balena, che, gentile riporta a terra i bambini ed inizia a giocare con loro. Di colpo poi la fantasia svanisce e i piccoli studenti si ritrovano nella loro classe.